# HD 16175
HD 16175는 페르세우스자리 방향으로 지구에서 약 195 광년 떨어진 곳에 있는, 표면 온도가 약 6,000 켈빈에 이르는 G형 항성이다. 쌍안경이나 좀 더 좋은 관측 기구를 이용하면 쉽게 관찰할 수 있다. HD 16175의 절대 등급은 3.40으로 이에 따르면 가시광선 파장에서 태양보다 3.73배 많은 에너지를 뿜는다.

## 행성계
2007년 9월 20일 HD 16175 b가 발견되었으며 같은 해 10월 22일자 천체물리학 저널에 발견 사실이 발표되었다.
| 동반 천체 (가까운 천체순) | 질량 (MJ) | 공전주기 (일) | 공전궤도 반지름 (AU) | 이심률     |
| ------------------------- | --------- | ------------- | -------------------- | ---------- |
| b                         | >4.5      | 856 ± 80      | 2.07                 | 0.48 ± 0.1 |

## 같이 보기
- HD 167042
- 북쪽왕관자리 카파
- 확인되지 않은 외계 행성 목록